# اورلان کانور
اورلان کانور (فرانسوی: Orlane Kanor‎؛ زادهٔ ۱۶ ژوئن ۱۹۹۷) بازیکن هندبال اهل فرانسه است که برای باشگاه متز و تیم ملی هندبال زنان فرانسه بازی می‌کند.
وی در قهرمانی هندبال زنان اروپا و مسابقات قهرمانی هندبال زنان جهان برندهٔ دو مدال طلا شده‌است.

## دستاوردها
- مسابقات قهرمانی فرانسه:
  - برنده: ۲۰۱۶، ۲۰۱۷